# Beloit (Ohio)
Beloit é uma vila localizada no estado norte-americano de Ohio, no Condado de Mahoning.

## Demografia
Segundo o censo norte-americano de 2000, a sua população era de 1024 habitantes. 
Em 2006, foi estimada uma população de 1002, um decréscimo de 22 (-2.1%).

## Geografia
De acordo com o United States Census Bureau tem uma área de 
2,0 km², dos quais 2,0 km² cobertos por terra e 0,0 km² cobertos por água.

## Localidades na vizinhança
O diagrama seguinte representa as localidades num raio de 16 km ao redor de Beloit. 